# Souday
Souday is een plaats en voormalige gemeente in het Franse departement Loir-et-Cher in de regio Centre-Val de Loire en telt 538 inwoners (2005). De plaats maakt deel uit van het arrondissement Vendôme.

## Geschiedenis
Souday maakte deel uit van het kanton Mondoubleau tot dat op 22 maart 2015 werd opgeheven en de gemeenten werden opgenomen in het op die dag gevormde kanton Le Perche. op 1 januari 2018 fuseerde de gemeente met Arville, Oigny, Saint-Agil en Saint-Avit tot de commune nouvelle Couëtron-au-Perche, waarvan Souday de hoofdplaats werd.

## Geografie
De oppervlakte van Souday bedraagt 35,4 km², de bevolkingsdichtheid is 15,2 inwoners per km².
De onderstaande kaart toont de ligging van Souday met de belangrijkste infrastructuur en aangrenzende gemeenten.

## Demografie
Onderstaande figuur toont het verloop van het inwonertal (bron: INSEE-tellingen).

## Geboren
- Jean du Bellay (1493-1560), kardinaal en diplomaat